# Chris Ryan
Colin Armstrong, conocido con el seudónimo Chris Ryan (nacido en un pueblo cercano a Newcastle, ⁣ Inglaterra, junio de1961) es un escritor  y  sargento retirado del ejército inglés. Ryan fue conocido públicamente al ser el único miembro  que escapó sin ser capturado de la fallida misión del SAS,  Bravo Two Zero durante la Guerra del Golfo en 1991. Fue entrenado como guía de montaña, paramédico y francotirador.

## Inicios
Nació cerca de Newcastle upon Tyne, al noreste de Inglaterra, en 1961. Después que un primo militar lo invitara a visitar los cuarteles, quiso alistarse en el ejército. Por tener solo 16 años fue rechazado en su primer intento. Más adelante, cumpliendo el requisito de la edad, aprobó el curso de selección con el 23.º Regimiento del SAS e inició la selección para el 22° Regimiento, al que ingresó como soldado sanitario. Como soldado sanitario de unidad. Al ingresar fue destinado al Escuadrón B y tuvo una estancia de tres meses con el Regimiento de Paracaidistas en Aldershot. Estuco diez años en el Regimiento realizando diversas operaciones y ascendido a comandante de un equipo de francotiradores.

## Bravo Two Zero
Una de las misiones de Ryan fue durante la Guerra del Golfo, en 1991. La misión de la unidad (integrada por ocho hombres del SAS) era la de reportar las posiciones enemigas, indicar blancos importantes para el  ataque aéreo, destruir las líneas de comunicación  y los lanzadores móviles de misiles Scud. 
La unidad fue provista de los códigos de radiocomunicación incorrectos, lo que hizo imposible que tuvieran contacto con la base de operaciones. Tampoco estaban preparados para el terreno que los informes de inteligencia  consideraban el área como un desierto arenoso y de elevadas temperaturas. La patrulla  se hizo famosa en Inglaterra porque fracasaron y tuvieron enfrentamientos en circunstancias desventajosas. Idearon un plan de retirada hacia Siria. 
Durante el escape, cuatro soldados fueron capturados, tres murieron y solo Ryan escapó a Siria realizando una caminata de unas 200 millas (322 kilómetros), que duró siete días y ocho noches. 
Este logro le fue reconocido con la Medalla Militar. Como resultado de la caminata en el desierto, Ryan recibió diversas lesiones físicas, por lo que no regresó al frente. Se retiró con honores en 1994

## Carrera como escritor
Ryan, seudónimo que comenzó a usar como escritor. Su primera libro fue The One That Got Away, en el que relata los hechos de Bravo Two Cero. El libro fue muy polémico y discutido por los soldados que salvaron sus vidas en la misión. Ellos sostienen que lo que cuenta Ryan son todas mentiras.
En total, Ryan lleva escritos 70 libros, entre obras de ficción y no ficción. Una de sus novelas más conocidas es Strike Back, que tuvo una adaptación para televisión.